# Omar Ali Saifuddin I
Omar Ali Saifuddin I (3 de febrero de 1711, Bandar Seri Begawan, Brunéi-10 de julio de 1795, Bandar Seri Begawan, Brunéi), fue el sultán de Brunéi desde 1740 hasta su muerte en 1795. Sucedió a su padre en la ley, el sultán Hussin Kamaluddin como sultán de Brunéi, sobre la abdicación de este desde el trono en 1740.

## Muerte
Fue sucedido por su hijo mayor, Mohammed Tajuddin.
- Datos: Q40105
- Multimedia: Omar Ali Saifuddin / Q40105